# Александар Макдоналд
Алистер Мек Кола (1610–47) (енгл. Alasdair Mac Colla), познат и под енглеским именом сер Александар Макдоналд (енгл. Sir Alexander MacDonald) био је шкотски војсковођа који се истакао у енглеским грађанским ратовима.

## Каријера
Александар Макдоналд био је син Кола Леворуког Макдоналда (енгл. Coll “Colkitto” MacDonald). Сматра се идејним творцем „Брђанског јуриша“ (енгл. Highland Charge), тактике која се веома успешно користила у биткама током наредног века, иако вероватно део заслуга припада и његовом сународнику Манусу О’Кахану. Побегао је у Ирску 1638. године, како би избегао пустошење територија Макдоналда у Шкотској од стране клана Кембела у Првом бискупском рату, и борио се за грофа од
Антрима (Рандала Макдонела) у ирској побуни 1641.

### Монтрозова побуна
Године 1644. послат је у Шкотску са 1.500 до 2.000 војника из Улстера и клана Макдоналд да подржи шкотске ројалисте и да покуша да одвуче снаге шкотских Парламентараца из Ирске и ублажи притисак на ирску католичку конфедерацију. Мек Кола је радо прихватио задатак, пошто је Арчибалд Кембел, гроф од Аргајла, био не само водећи Парламентарац у Шкотској, већ и поглавица клана Кембел, дајући Мек Коли шансу да узврати ударац свом личном непријатељу. Искрцао се у Аргајлу у јулу 1644, одмах заузевши замак у Мингарију. Наставио је да скупља присталице на северозападу, све док се коначно није преселио у Блер Атол, где је удружио своје снаге са грофом од Монтроза крајем августа. Ово је био почетак успешнне сарадње, и Мек Кола је учествовао у ројалистичким победама код Типермуира, Абердина, Инверлохија, Аулдерна и Килсита.
Међутим, Алистерово главно интересовање била је његова домовина у северозападном Побрђу; кад је Монтроз кренуо на југ према Енглеској, Мек Кола је послао Мануса О`Кахана са 700 ирских војника са Монтрозом, док се он лично вратио у Побрђе да брани своје поседе. Након Монтрозовог пораза код Филипхоха, Мек Кола је наставио борбу против Кембела и Парламентараца у Шкотској, са необичном суровошћу, све док га заједнички напад његових противника није присилио да се повуче у Ирску у мају 1647. године.

### Смрт
Касније те године Мек Кола је служио у ирској војсци у Мунстеру када је заробљен и стрељан после битке код Кнокнануса 13. новембра 1647.